# Ibn Maja
Muhammad ibn Māja nasab  di Abū ʿAbd Allāh Muhammad ibn Yazīd Ibn Māja al-Rabʿī al-Qazwīnī (in arabo محمد بن ماجة‎?; Qazvin, 824 – 886) è stato uno dei sei principali tradizionisti, autore di un Kitāb al-Sunan.
Il termine Māja, significa “mese” in antico-persiano e corrisponde alla parola moderna mâh. In realtà non si sa con certezza se Maja fosse il nome del padre, mawlā della tribù dei Rabīʿa ibn Niẓār, o il nome della madre.
Alla giovane età di ventidue anni lasciò la sua città natale e, come tutti i tradizionisti, trascorse la sua vita viaggiando alla ricerca di fonti necessarie per la trascrizione della sua raccolta di ḥadīth . Il suo lungo itinerario alla "ricerca della conoscenza" (ṭalab al-ʿilm) lo portò in Iraq, in Siria, nel Hijaz e in Egitto.
Al termine dei suoi lunghi viaggi compilò la sua raccolta che comprende circa quattromila tradizioni, distribuite in centocinquanta capitoli. Molti critici giudicano la sua raccolta a un livello poco inferiore rispetto alle altre cinque sillogi, forse perché tremila degli aḥādīth da lui trascritti erano già presenti nelle compilazioni precedenti. La sua raccolta non fu mai riconosciuta in Marocco, perché non considerata autentica. Tuttavia ciò non ha impedito che la sua raccolta fosse inserita tra i Sei libri costitutivi della Sunna, anche se la sua posizione rimase ugualmente controversa fino al XVIII secolo.
Secondo Ibn Kathir, Ibn Māja scrisse anche un Tafsīr – di cui non rimane però alcuna traccia –un'esegesi coranica cioè mirante a fornire ai musulmani un'interpretazione autentica dei dati più oscuri del Testo Sacro islamico.